# Liúban
Liúban, belarús: Любань, rus: Лю́бань, polonès: Lubań, lituà: Liubanė, o Ljubań, és una ciutat de Belarús, situada a la regió de Minsk. És la seu administrativa del districte de Liúban. El 2009 la seva població era d'11.256 habitants.

## Història
La ciutat es va esmentar per primera vegada el 1566 i va rebre el seu estatus de ciutat (Город, Gorod) el 1968. Els nazis van ocupar la ciutat des de juliol de 1941 fins a juny de 1944. L'agost de 1941, entre 150 i 200 jueus del poble van ser assassinats en una execució massiva perpetrada per part d’alemanys a un fossar de grava a prop del poble de Dubniki. El setembre de 1941 es va crear un gueto envoltat de filferro de pues a la part oest del llogaret de Liúban, prop del carrer Pervomayiskayia. Estava custodiat per alemanys i policies locals. Els jueus s'utilitzaven forçats, per netejar o reparar carreteres. El 8 de novembre de 1941, 50 homes jueus van ser afusellats com a acció de represàlia després d'un atac partidari. El 4 de desembre de 1941 es va liquidar el gueto i es van assassinar els jueus.

## Geografia
Liúban es troba a 139 km al sud de Minsk, no gaire lluny de les fronteres amb les regions de Mogilev i Gomel. Es troba a 58 km de Salihorsk, a 30 de Slutsk i a 26 de Staryya Darohi. Al nord de la ciutat es troba el llac Liúban i a l'oest, a prop dels suburbis de Salihorsk, la zona minera de Kaliy. No està comunicat amb ferrocarrils, però l'estació més propera, a Ureche, es troba a 8 km del centre de Liúban.